# Кочубей, Иван Антонович

Памятник И. А. Кочубею в посёлке Бейсуг. Скульптор И. П. Шмагун. Архитектор Е. Г. Лашук.

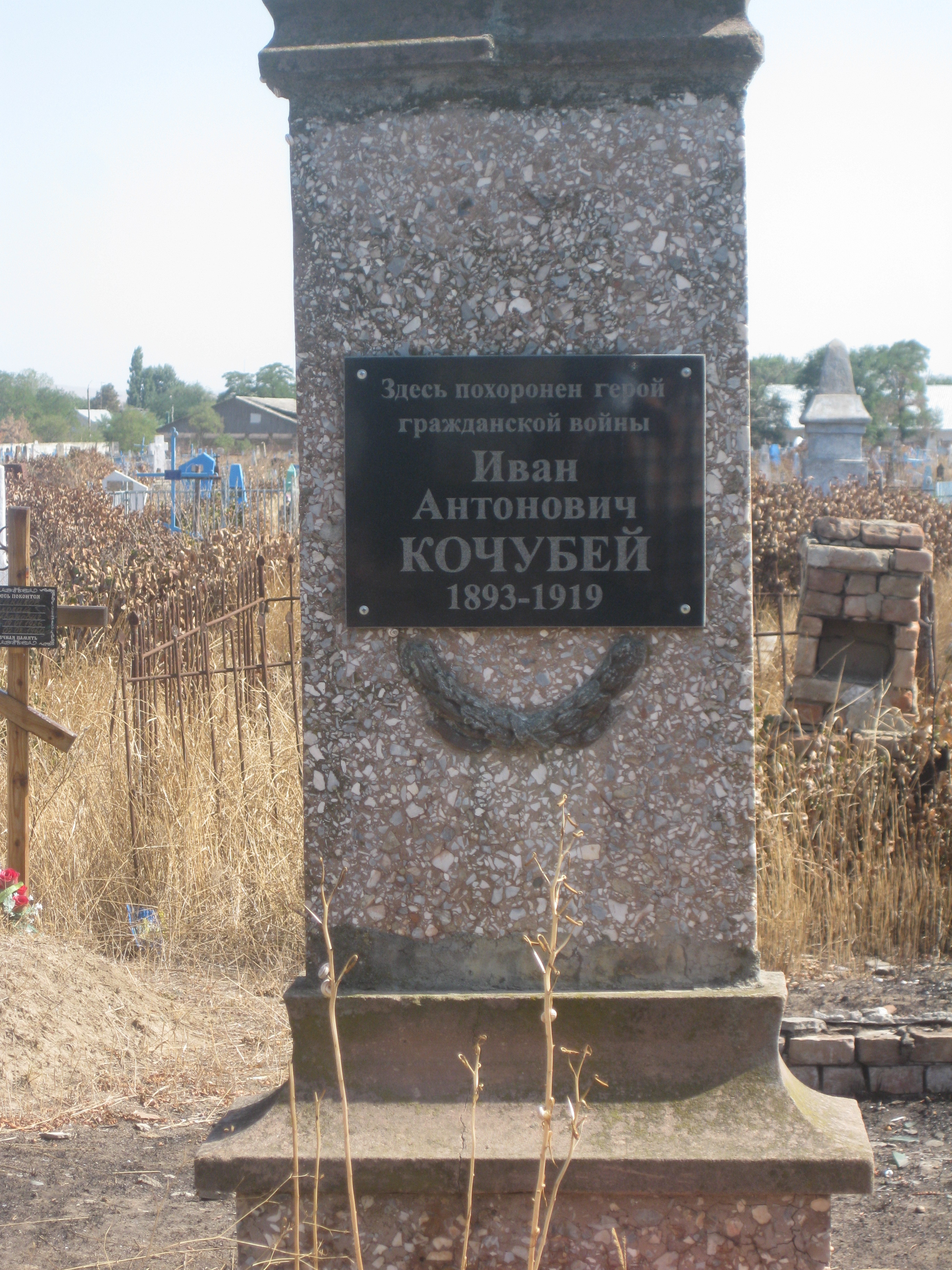
Могила И. А. Кочубея

Ива́н Анто́нович Кочубе́й (13 (25) июля 1893 — 22 марта 1919) — кубанский казак, участник Первой мировой войны, участник Гражданской войны на стороне РККА.

## Биография
Родился на хуторе Рощинском (ныне Кочубеевского района Ставропольского края) в семье казака.

### Первая мировая война
С началом Первой мировой войны Кочубей был призван в действующую армию, где попал в партизанский отряд есаула А. Шкуро, своего будущего противника. Назначен старшим урядником, воевал на Кавказском фронте. За храбрость награждён тремя (по другим данным — двумя) георгиевскими крестами.

### Гражданская война
В начале 1918 года с братом и тремя станичными друзьями организовал конный красногвардейский отряд, во главе которого участвовал в обороне Екатеринодара от Добровольческой армии. С июня — командир конного полка, осенью командовал 3-й Кубанской кавбригадой 3-й стрелковой дивизии 11-й армии, затем — 2-й бригадой Особой кавдивизии 12-й армии.

#### Конфликт с советской властью и обвинение в анархии
В феврале 1919 года Кочубей был обвинён советскими властями в «партизанщине и анархии». За этим последовал приказ о разоружении бригады и аресте её командира.
18 февраля 1919 года к селению Промысловка, где находился Кочубей, выступил отряд пехоты, артиллерийская батарея и броневик. Утром из селения появилась кочубеевская кавалерия. Перед заслоном бригада остановилась, представителю штаба армии было заявлено, что «они против своих не пойдут, что они идут к Ленину и Троцкому жаловаться на то, что их продали». В ответ ударил пулемётно-артиллерийский огонь. Теряя убитых и раненых, бригада отхлынула обратно в Промысловку.

#### Арест белыми, военно-полевой суд и казнь
В ночь на 19 февраля 1919 вместе с женой, начальником штаба А. С. Роем и группой из 8 бойцов Кочубей выступил из селения Промысловка через пески в направлении Святого Креста, где надеялся встретить части Д. П. Жлобы. Поход по зимней пустыне завершился трагически. Многие люди погибли, а сам Кочубей, заболевший тифом, его жена и несколько уцелевших бойцов попали в плен к белогвардейцам, которые выбили из Святого Креста красные части. Согласно одной из версий[уточнить], комендант города, генерал Чернозубов, долго уговаривал Кочубея перейти на сторону белых.
Телеграмма[уточнить] командующему Добровольческой Армии Добровольческой армии гласила:
«Военно-полевым судом командарма 3-й Кав. бригады 11-й армии Иван Антонович Кочубей, рождения 1893 года, уроженец станицы Александро-Невской, приговорён к смертной казни через повешение. Приговор приведён в исполнение 22 марта в 6 часов вечера».
Приговором военно-полевого суда Кочубей был повешен на базарной площади в городе Святой Крест (ныне — Будённовск Ставропольского края РФ) 22 марта 1919 года. По утверждению В. Сербиненко, последними словами Кочубея были: «Товарищи! Бейтесь за Ленина, за советскую власть!»

## Истории о Кочубее
Иван Кочубей был неграмотным.  Населённые пункты на карте помечал крестиками: «Одын хрэст — Роща. Два хрэста — Баталпашинка…»
Однажды в Екатеринодаре он вместе с бойцами остановил автомобиль, высадил пассажиров: двух членов ревкома, начальника гарнизона, коменданта города, и со словами: «Зроду не катався на ахтанобили», поехал кататься. Разразился грандиозный скандал, комбригу грозил арест. Кочубей, так до конца и не осознав, с чего это вдруг поднялся такой гвалт, обиженно сказал: «Вам жалко ахтанобиль — да я вам десять подарю, дай срок» и заплакал.
Там, где появлялась бригада Кочубея, имущество «буржуев» отбиралось в пользу неимущих. Сочувствующих белым обывателей пороли плетьми.
Кочубей негативно отзывался о военспецах. Военспецов штаба 12 армии он называл изменниками дела революции, которых необходимо арестовать.

## Память
- Похоронен в городе Святой Крест (ныне Будённовск) на старом кладбище, могила сохранилась
- В его честь названы Кочубеевский район (Ставропольский край), село Кочубеевское (Ставропольский край)[4], посёлки Кочубей (Дагестан) и хутор Кочубей (Ставропольский край).
- Установлены памятники в городе Будённовске, в городе Невинномысске, в станице Георгиевской[8], в селе Кочубеевском[9], посёлке Бейсуг Выселковского района Краснодарского края.
- В честь Кочубея названы улицы в городах и населенных пунктах Тихорецк, Армавир, Будённовск, Донецк, Иркутск, Шелехов, Краснодар, Невинномысск, Новосибирск, Пятигорск, Ростов-на-Дону, Севастополь, Ставрополь, Черновцы, Черкесск [10], Кочубеевское (Ставропольский край), переулки во Владикавказе и Краснодаре.
- Решением Невинномысского городского Совета депутатов трудящихся от 22 марта 1973 Кочубею посмертно присвоено звание почётного гражданина Невинномысска[11]
- По роману Аркадия Первенцева «Кочубей» Юрием Озеровым в 1958 снят одноимённый фильм[4], где роль Кочубея сыграл Николай Рыбников.
- И. А. Кочубей послужил прототипом образа Ивана Черноярова в романе Артёма Весёлого «Россия, кровью умытая»[12]
- В городе Тихорецке Краснодарского края на пересечении улицы Чапаева и Юго-Восточного бульвара установлен бюст Кочубею рядом с рощей, которая также названа в его честь.
- В городе Краснодаре именем Кочубея назван сквер на пересечении улиц Ленина и Суворова

В октябре 2015 года И. А. Кочубей был включён в опубликованный Украинским институтом национальной памяти (УИНП) «Список лиц, которые подпадают под закон о декоммунизации».